# Amor von Maastricht
Amor von Maastricht (* im 8. oder 9. Jahrhundert in Aquitanien; † im 9. Jahrhundert (Ort unbekannt)) war eine Person der römisch-katholischen Kirche. Er wird als Heiliger verehrt. Sein Gedenktag ist der 8. Oktober.
Amor kam der Legende nach zum Grab des Servatius nach Maastricht, wo er sich niederließ und der Bevölkerung das Evangelium verkündete. Die Überlieferung schreibt ihm auch die Gründung des Klosters Munsterbilzen zu.
Seit dem 10. Jahrhundert wird Amor deshalb in Munsterbilzen verehrt, die Reliquien stammen aber von Amor von Amorbach.
Bis an sein Lebensende lebte er als Einsiedler.